# John Mead Howells
John Mead Howells, född 14 augusti 1868, död 22 september 1959, var en amerikansk arkitekt.
John Mead Howells gjorde i kompanjonskap Raymond Hood en betydande insats inom den amerikanska skyskrapearkitekturens utveckling. Ha utförde dessutom nybyggnader för Harvard, Yale och Columbia University.